# Батек, Петр
Петр Батек (чеш. Petr Batěk; род. 7 декабря 1970, Оломоуц, Североморавский край) — чешский гребец, выступавший за сборные Чехословакии и Чехии по академической гребле в конце 1980-х — начале 1990-х годов. Победитель и призёр первенств национального значения, участник летних Олимпийских игр в Барселоне.

## Биография
Петр Батек родился 7 декабря 1970 года в городе Оломоуц, Чехословакия.
Впервые заявил о себе в академической гребле на международном уровне в сезоне 1988 года, когда вошёл в состав чехословацкой национальной сборной и выступил на юниорском мировом первенстве в Милане, где в зачёте распашных безрульных четвёрок стал пятым.
В 1991 году на чемпионате мира в Вене занял 11-е место в восьмёрках.
Благодаря череде удачных выступлений удостоился права защищать честь страны на летних Олимпийских играх 1992 года в Барселоне. Совместно с гребцами Яном Кабргелом, Рихардом Крейчим, Иво Жеравой и рулевым Мартином Свободой занял последнее место на предварительном квалификационном этапе и неудачно выступил в дополнительном отборочном заезде, попав в утешительный финал В, где в конечном счёте финишировал четвёртым. Таким образом, в итоговом протоколе распашных рулевых четвёрок закрыл десятку сильнейших.
После барселонской Олимпиады Батек ещё в течение некоторого времени оставался действующим спортсменом и продолжал принимать участие в крупнейших международных регатах. Так, в 1993 году он представлял Чехию в безрульных двойках на домашнем чемпионате мира в Рачице — здесь так же отобрался в утешительный финал В и занял итоговое 12-е место.